# Cantonul Savigny-sur-Braye
Cantonul Savigny-sur-Braye este un canton din arondismentul Vendôme, departamentul Loir-et-Cher, regiunea Centru, Franța.

## Comune
- Bonneveau
- Cellé
- Épuisay
- Fontaine-les-Coteaux
- Fortan
- Lunay
- Savigny-sur-Braye (reședință)
- Sougé